# Darija Snihoer
Darija Serhijivna Snihoer (Cyrillisch: Дарія Сергіївна Снігур) (Kiev, 27 maart 2002) is een tennisspeelster uit Oekraïne. Zij begon op zevenjarige leeftijd met het spelen van tennis.

## Loopbaan
In 2019 won Snihoer het meisjesenkelspeltoernooi van Wimbledon 2019 – in de finale versloeg zij de Amerikaanse Alexa Noel.
In november 2021 won Snihoer haar zesde ITF-titel, op het $100k-toernooi van Dubai. Daarmee kwam zij binnen op de top 150 van de wereldranglijst.
In augustus 2022 had zij haar grandslamdebuut op het US Open doordat zij met succes het kwalificatietoernooi doorliep – in de hoofdtabel won zij nog haar openingspartij van de Roemeense Simona Halep (WTA-7).

## Posities op deWTA-ranglijst
Positie per einde seizoen:
| jaar | rang enkelspel | rang dubbelspel |
| ---- | -------------- | --------------- |
| 2019 | 324            | –               |
| 2020 | 218            | –               |
| 2021 | 183            | –               |

## Resultaten grandslamtoernooien
| Legenda | Legenda                          |
| ------- | -------------------------------- |
| g.t.    | geen toernooi gehouden           |
| l.c.    | lagere categorie                 |
| –       | niet deelgenomen                 |
| G       | uitgeschakeld in de groepsfase   |
| 1R      | uitgeschakeld in de eerste ronde |
| 2R      | uitgeschakeld in de tweede ronde |
| 3R      | uitgeschakeld in de derde ronde  |
| 4R      | uitgeschakeld in de vierde ronde |
| KF      | uitgeschakeld in de kwartfinale  |
| HF      | uitgeschakeld in de halve finale |
| F       | de finale verloren               |
| W       | het toernooi gewonnen            |
| w-v     | winst/verlies-balans             |

### Enkelspel
| toernooi        | 2022 |
| --------------- | ---- |
| Australian Open | –    |
| Roland Garros   | –    |
| Wimbledon       | –    |
| US Open         | 2R   |